# 清汤

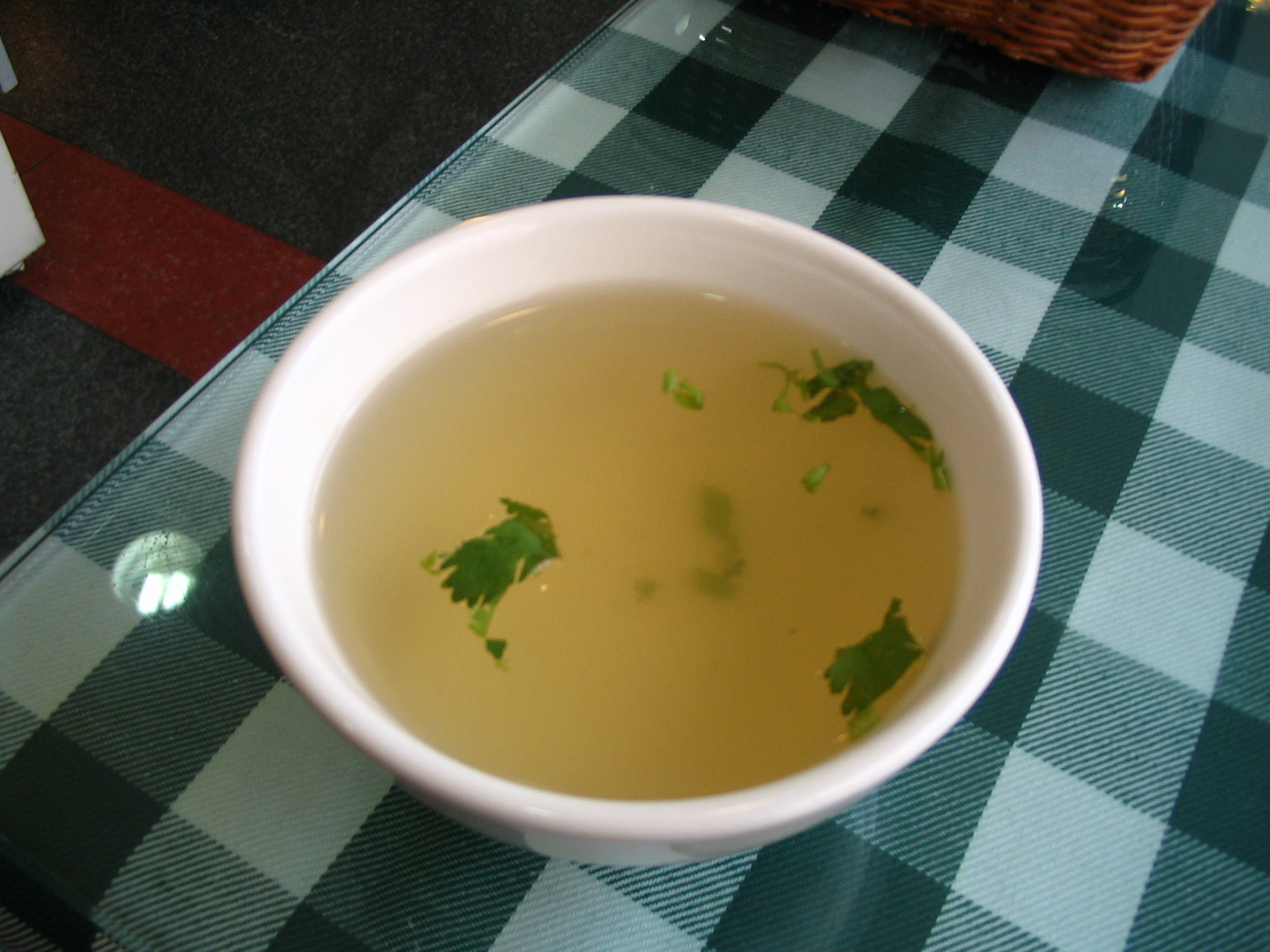
羊肉泡馍的清汤

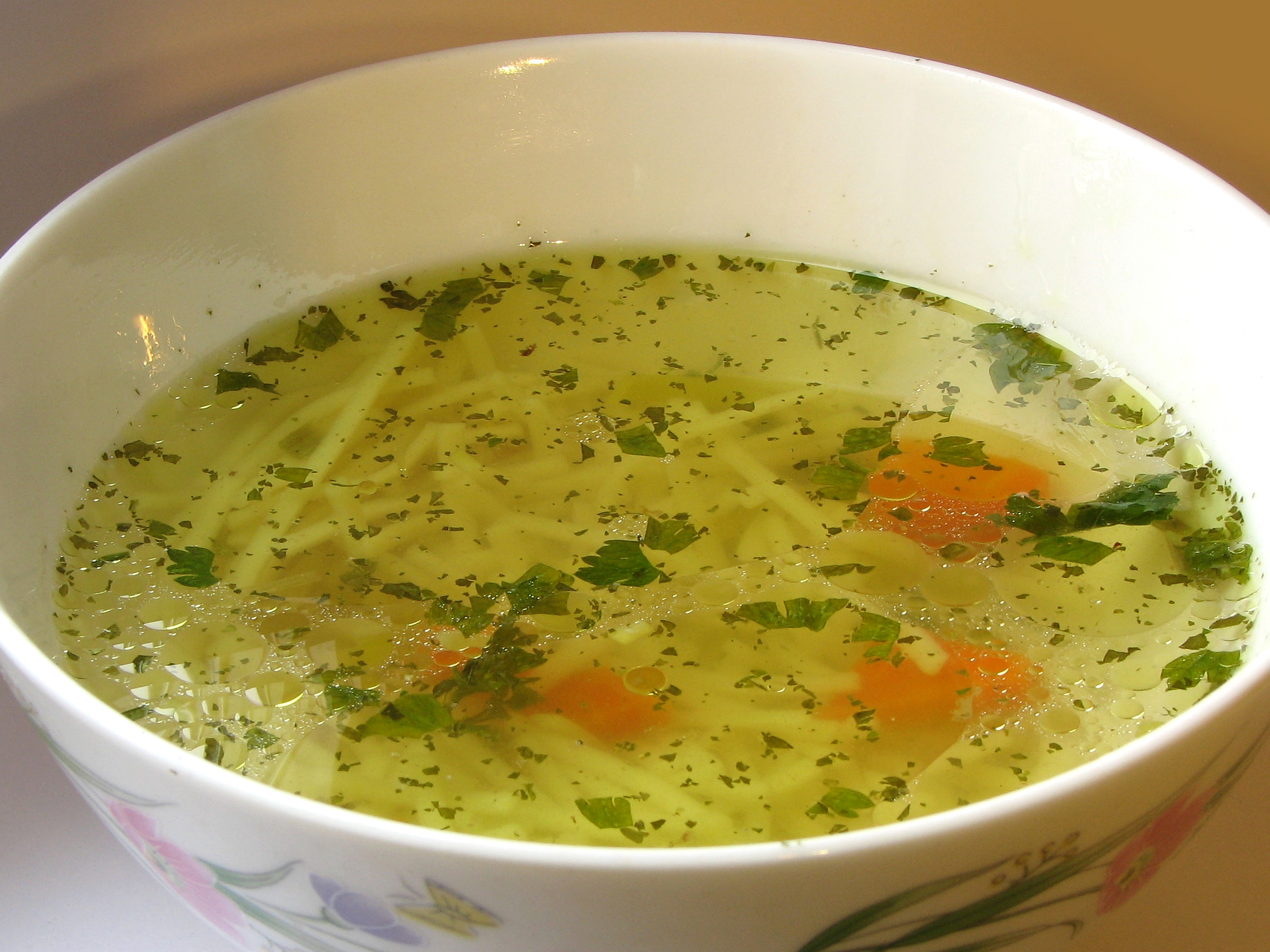
素清汤

清汤，是最简单的汤，成品清澈，不含不溶解的固体成分。清汤多被用于进一步烹调其他汤或菜肴，
中国菜中的素清汤用豆芽、萝卜、芹菜、香菇等成分製做。西餐中的清湯傳統上以骨頭熬製，亦有用芹菜、胡萝卜、蘑菇、韭蔥（leek，类似葱）、欧洲防风（parsnip，类似萝卜）等製作而成的素清汤。

## 參看
- 高湯